# Blablanga
El blablanga és una llengua parlada a l'illa de Santa Isabel a l'estat de Salomó (Oceania).